# Kington and Eardisley Railway

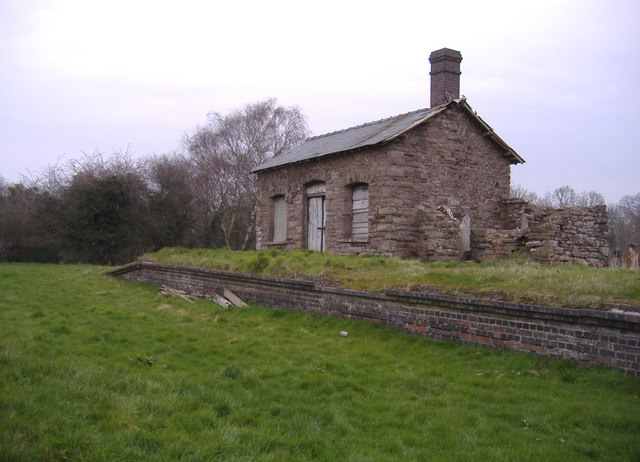
Bahnhof Almeley

Kington and Eardisley Railway war eine britische Eisenbahngesellschaft in Herefordshire in England.
Die Gesellschaft wurde am 30. Juni 1862 gegründet. Anteilseigner waren unter anderem die Parlamentsmitglieder Charles Morgan, Godfrey Morgan und Richard Green-Price sowie der Architekt Richard Kyle Penson. Direktor war der Unternehmer Richard Meredith aus Kington. Als Bauunternehmer wurde Thomas Savin gewonnen. Die Kington and Eardisley Railway übernahm die Kington Tramway und benutzte Abschnitte des Bahndammes zur Errichtung einer elf Kilometer langen Bahnstrecke von Eardisley nach Kington. Die Bauarbeiten begannen im März 1863. Nach dem Savin bald darauf in Konkurs ging, mussten die Bauarbeiten eingestellt werden. 1868 wurde schließlich mit der Great Western Railway eine Vereinbarung zum Bau und Betrieb der Strecke getroffen. 1872 begannen die Weiterarbeiten. Die am 3. August 1874 eröffnete Strecke hatte in Eardisley einen Übergang zur Hereford, Hay and Brecon Railway. Am 26. September 1875 wurde die Strecke um zehn Kilometer von Kington nach New Radnor verlängert.
Am 1. Juli 1897 übernahm die Great Western Railway die Kington and Eardisley Railway. Im Rahmen der Beeching-Axt wurde die Bahnstrecke 1962 stillgelegt.